# Центральний (Полтава)
Полтавська телевізійна студія «ЦЕНТРАЛЬНИЙ» — закрита полтавська телерадіоорганізація.

## Програмна концепція
Телестудія «Місто» — єдина місцева телекомпанія у Полтаві і одна з перших незалежних міських телекомпаній в Україні. «Місто» — друга за значущістю і аудиторією телекомпанія Полтави. Працює в ефірі за ліцензіями Національної Ради з питань телебачення і радіомовлення України. Цілодобовий канал. Частину ефірного часу передає телеканалу «Тоніс».
В основу концепції мовлення телеканалу «Місто» покладене висвітлення місцевої проблематики — оперативні місцеві новини, факти, події, тенденції, особистості регіону. Важливе місце займають програми державницького спрямування, інформування населення про діяльність органів виконавчої влади та місцевого самоврядування. Телеканал орієнтований на роботу в прямому ефірі, з можливістю зворотного зв'язку з телеглядачами.
Найпопулярніші телепрограми — «Тиждень», «Новини», «Бізнес», «Унікальна Україна».

## Про компанію
2 березня 2009 року телестудія «Місто» розпочала мовлення з нового, власного, а не орендованого, студійного приміщення, розташованого в Полтаві на вулиці Соборності, 77а. Монтажні, студії, робочі кабінети телестудії облаштовані згідно з сучасними вимогами.
11 листопада 2010 року, генеральний директор студії «Місто» Ігор Кужик отримав найвищу відзнаку місцевого самоврядування Полтави — «Відзнаку міського голови Полтави І ступеня». Нагородження супроводжувалося скандалом — новообраний мер Полтави Олександр Мамай на прес-конференції 14 грудня зажадав аби журналіст «приніс цей нагрудний знак назад і здав у міськвиконком, щоб за ним не ганялася вся міліція». Міський очільник висловив також низку претензій до телеканалу.
22 лютого 2019 року телеканал перейменували в Центральний.

## Параметри супутникового мовлення
- Супутник — Astra 4A, 4,8° Е
- Частота — 11747
- Символьна швидкість — 30000
- Поляризація — вертикальна (V)
- FEC — 3/4
- Формат — MPEG-4
- Кодування — FTA